# Castillonnais (cheval)
Vous lisez un « bon article » labellisé en 2010.
Pour les articles homonymes, voir Castillonnais.
Le Castillonnais, ou cheval de Castillon, est une race de petits chevaux de selle rustiques d'origine française. Connu au début du XXe siècle, ce petit cheval a failli disparaître avec la venue de la motorisation. Il est sauvé de justesse par quelques passionnés. Reconnu par les Haras nationaux en 1996, il reste à très faible effectifs. Une association d'éleveurs et le haras national de Tarbes se mobilisent pour sauvegarder et préserver la race.
Portant une robe bai-brun (noir pangaré) ou bai foncé, il est très proche du Mérens, avec lequel il partage de nombreuses caractéristiques, mais nettement moins connu. C'est un bon cheval de loisir qui peut être monté en randonnée et attelé avec succès. Il vit principalement à l'extrémité sud-ouest de l'Ariège, dans les Pyrénées, dans un terroir éponyme caractérisé par la vallée du Lez, près de Saint-Girons.

## Histoire

### Origine
Tout comme le Mérens, le Pottok, le Landais et les chevaux pyrénéens en général, le Castillonnais semble issu des chevaux sauvages très anciens qui ont inspiré les peintures magdaléniennes comme celle de la grotte de Niaux,. Au fil du temps, des croisements ont été faits avec des chevaux de sang oriental et surtout avec des ibériques, qui ont largement influencé le modèle et l'expression du Castillonnais,.
Selon la légende, ce cheval viendrait de Grèce, tout comme le costume traditionnel des Bethmalais qui se sont installés dans la même vallée. C'est un certain Jouanissou qui l'aurait ramené avec lui. Au cours du XVIIe siècle, cet homme serait revenu de Grèce après y avoir fait fortune, et rapportant des chèvres, des juments, des étoffes et des femmes.
Des chroniqueurs rapportent que François Ier chevauchait un animal « du Biros » lors de la bataille de Pavie, en 1525.

### DuXIXeauXXIesiècle

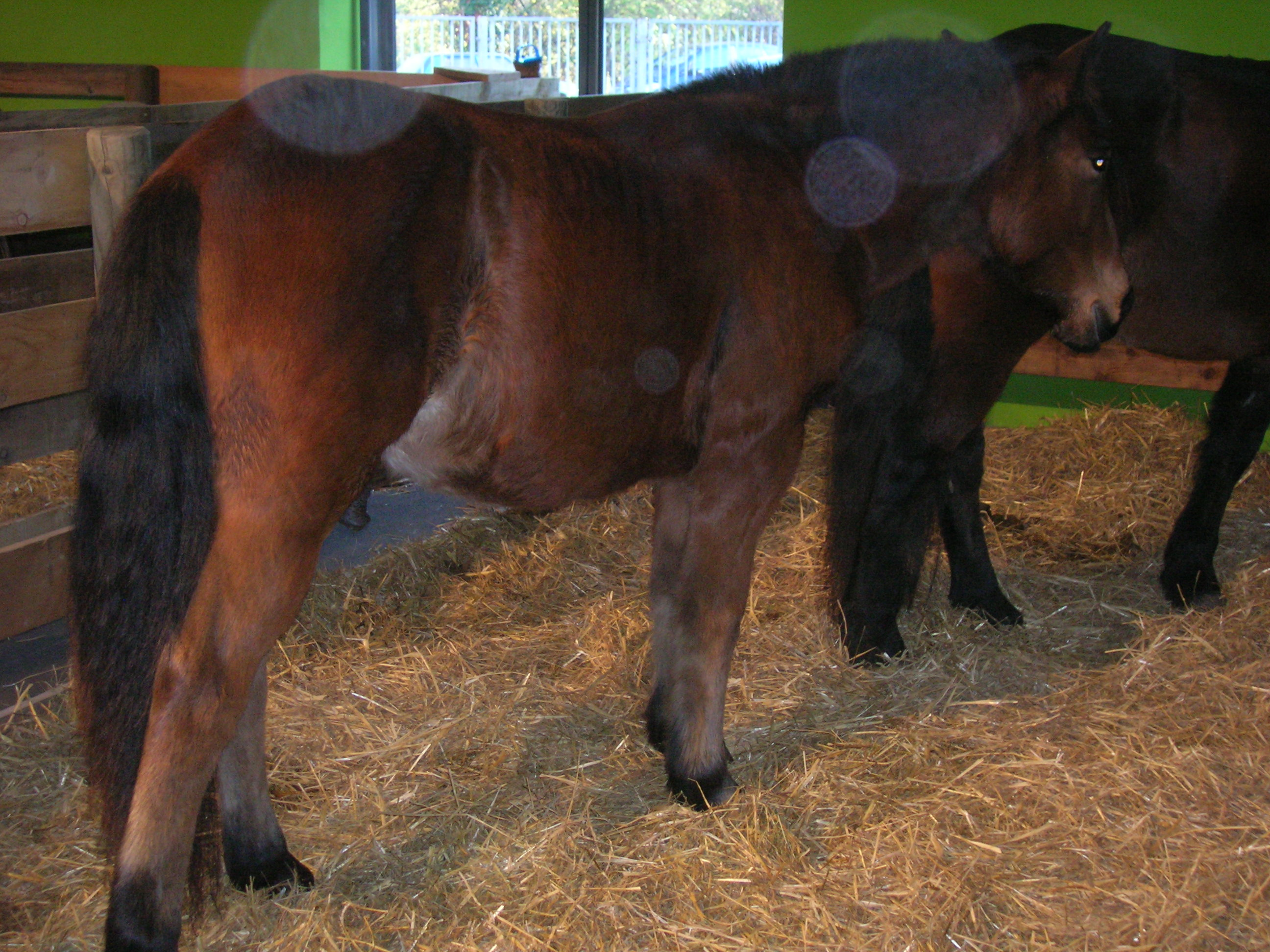
Cheval Castillonnais au salon SISQA (agroalimentaire et agricole) de Toulouse.

Le Castillonnais était autrefois connu comme « cheval du Biros » ou « Saint-Gironnais », par référence à la ville de Saint-Girons en Ariège, capitale du Couserans, où une grande foire aux chevaux se déroulait le lendemain de la Toussaint. À la fin du XIXe siècle, la qualité des chevaux pyrénéens est déjà réputée pour la cavalerie légère :

« Le cheval pyrénéen de l'Ariège offre le type très accusé du cheval de montagne. Il a bien des raisons pour cela. En effet, il vit six mois de l'année sur des plateaux herbeux, élevés à 1 000 mètres d'altitude et plus au-dessus du niveau de la mer. Il y acquiert une grande agilité, beaucoup d'adresse, une merveilleuse sûreté dans la pose du pied, un tempérament robuste, une santé à toute épreuve, une ardeur infatigable. C'est le bénéfice d'une existence indépendante, plus sauvage que domestique. On n'apprécie bien les chevaux de l'Ariège qu'après en avoir usé ; mais alors on est étonné de la dépense d'énergie dont ils sont capables, de la dureté qu'ils montrent au travail le plus fatigant et le plus durable. Leur réputation est faite dans les régiments de cavalerie légère ; ils y ont une excellente renommée, due aux bons services qu'on en obtient »

— Jules Trousset, Grande Encyclopédie Illustrée d'économie domestique
Ce cheval est étudié en 1908 par l'hippologue et président de la Société d’agriculture de l’Ariège, Gabriel Lamarque, qui effectue les premiers actes de mise en valeur de la population autochtone.
Il est utilisé pour la remonte des militaires, pour tirer des diligences et par les paysans pour divers travaux agricoles. Contrairement au Mérens, soutenu par un syndicat d'élevage puissant qui le fait bénéficier du « phénomène poney », le Castillonnais n'est pas reconverti. Ses effectifs ne cessent de diminuer jusqu'à sa reconnaissance officielle. Il manque disparaître en raison de croisements d'absorption avec des races lourdes, victime du dépeuplement de l'Ariège et de la perte de ses utilisations traditionnelles dans l'armée, l'agriculture et les transports, avec la motorisation. Sans l'intervention d'un petit groupe d'amis dans les années 1980, ce petit cheval aurait complètement disparu. L'Association pyrénéenne ariégeoise du cheval castillonnais est créée en 1992, avec le soutien du Haras national de Tarbes, du conseil général de l'Ariège et du conseil régional de Midi-Pyrénées.
En 1996, la race est reconnue officiellement comme « cheval de sang » par le ministère de l'Agriculture grâce aux efforts d'une poignée d'éleveurs passionnés, alors qu'il ne reste plus qu'une cinquantaine de juments. Elle est désormais gérée par l’association nationale du cheval castillonnais d'Ariège Pyrénées (ANCCAP), dont le siège est situé à la mairie de Castillon-en-Couserans. Le conservatoire du patrimoine biologique régional de Midi-Pyrénées, qui protège la diversité des espèces animales de la région depuis 1980, s'est aussi investi en faveur du cheval de Castillon. Le Castillonnais fait partie des races de chevaux dont les éleveurs peuvent bénéficier de la « Prime aux races menacées d'abandon » (PRME), mise en place en France en 1997, d'un montant de 100 à 150 € en 2004. L'effectif recensé par les Haras nationaux en 2002 est d'environ 200 chevaux.

## Description

### Morphologie

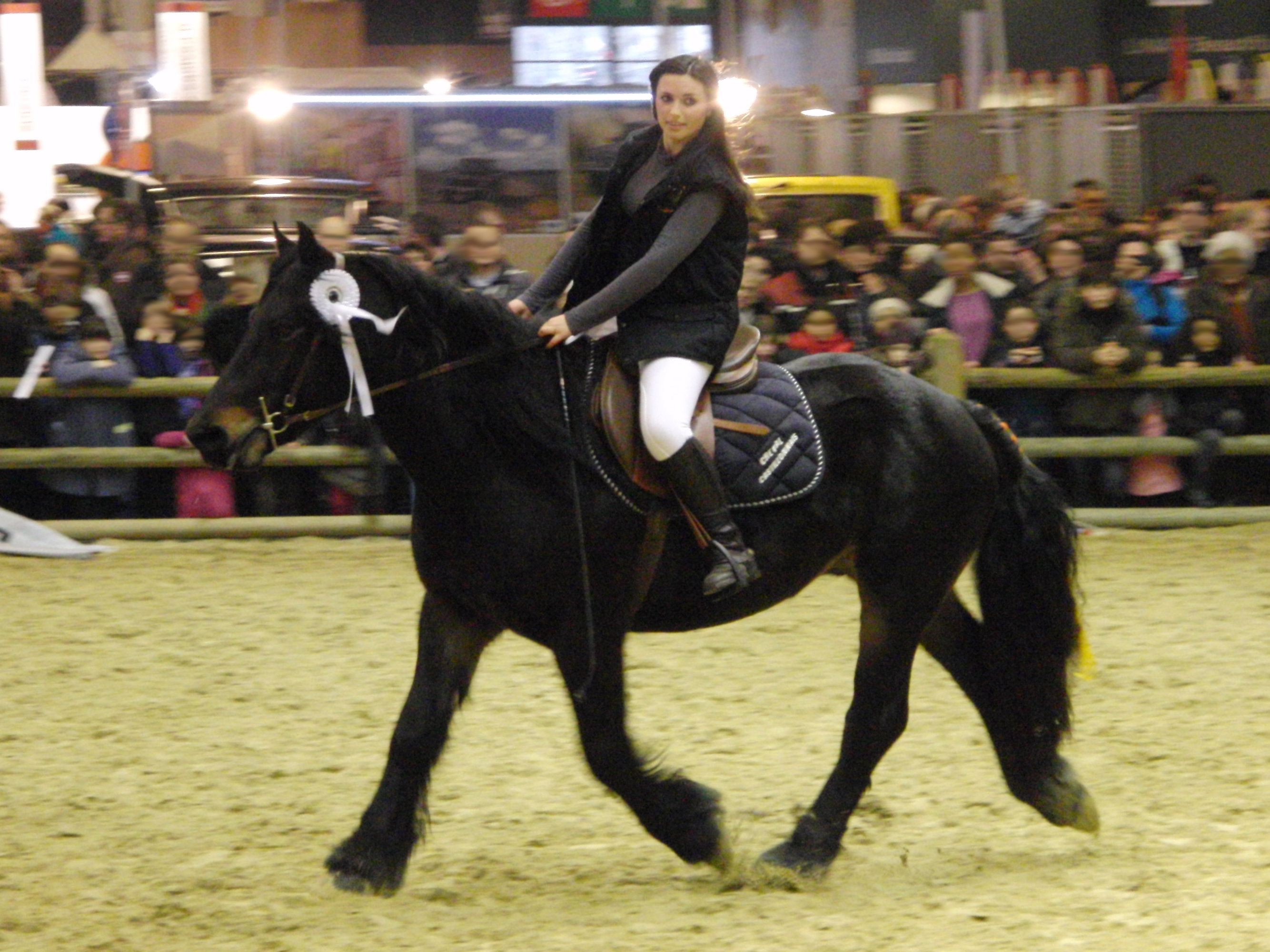
Cheval castillonnais monté au trot au Salon international de l'agriculture de 2013, Paris, France..

La race castillonnaise est en cours de reconstitution, aussi son standard n'est pas encore très homogène. C'est un cheval de montagne rustique, que ses éleveurs le recherchent d’extérieur noble et harmonieux, de taille moyenne, avec des allures amples et un caractère facile et sûr. Il est très proche du célèbre cheval de Mérens, dont il ne diffère que par une nuance de robe. Certains représentants de la race ont « du sang » et une allure générale proche des chevaux ibériques, avec des tissus de qualité, fins et soyeux. Il est généralement « près de terre ». Les Castillonnais peuvent être marqués sur la cuisse au fer rouge, d'une marque représentant le sabot pointu de Bethmale.
La taille minimale requise est de 1,35 m, et la maximale 1,55 m. La taille moyenne adulte se situe idéalement à 1,47 m pour les mâles et 1,45 m pour les femelles.

#### Tête
La tête est expressive et distinguée, le front plat et large, et le chanfrein rectiligne ou camus, les yeux sont très vifs et d'expression douce, soulignés par des arcades sourcilières légères. Les oreilles sont plutôt courtes, très poilues à l'intérieur et bien dessinées.

#### Avant-main, corps et arrière-main
L'encolure est moyennement longue, bien orientée et à l'attache légère. L'épaule, longue, doit présenter une certaine inclinaison. Le poitrail est bien ouvert. Le garrot est sorti et se prolonge vers l'arrière. Le dos est large et bien soutenu. Les flancs sont pleins et descendus, les côtes ont tendance à être ogivales. Le rein est bien attaché, large et musclé. La croupe est simple et ronde.

#### Membres et crins
Les avant-bras sont musclés et les cuisses bien descendues. Les membres sont solides, bien articulés et trempés, terminés par des pieds larges à la corne noire et dure. Comme chez le Mérens, les crins sont drus, abondants et parfois crêpelés. La crinière peut être simple ou double, mais est préférée simple,.

### Robe

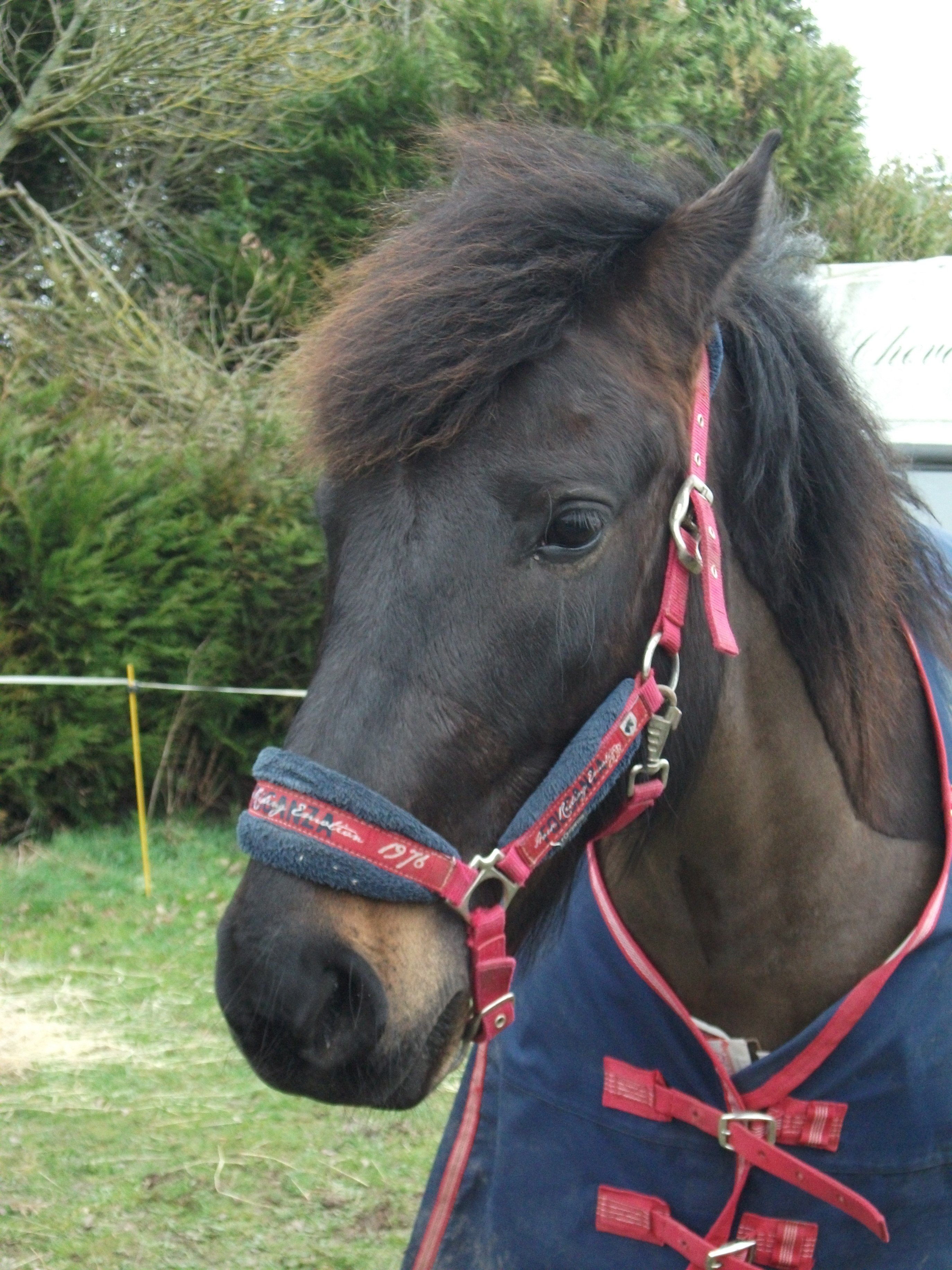
Tête de Tic Et Tac de Seix, Castillonnais noir pangaré.

Ce cheval peut avoir deux couleurs de robe, le noir pangaré (bai-brun) est la plus recherchée, avec des marques à feu sur les flancs et un « nez de renard », mais on trouve aussi le bai châtain foncé avec les mêmes marques. Il possède souvent des reflets très miroités. Des variantes peuvent apparaître avec les saisons, mais toutes les autres couleurs de robes sont exclues par le standard de la race. Les animaux prétendant à une inscription au stud-book à titre initial font l'objet d'un test génétique pour déterminer la couleur de leur robe.

### Tempérament
Le Castillonnais est réputé frugal, agile, résistant à l'effort et de caractère facile, grâce à la sélection effectuée par les paysans ariégeois, mais aussi vif et plein de personnalité. Familiarisé à la montagne dès son plus jeune âge, il possède un pied sûr, il n'est donc gêné ni par les sentiers escarpés, ni par les intempéries. Ses allures sont étendues, avec un fort engagement des postérieurs.

### Sélection
L'Association nationale du Cheval castillonnais d'Ariège Pyrénées a pour but de valoriser cette race. Elle organise un marché-concours annuel au mois d'août, à Castillon-en-Couserans, où les meilleurs chevaux reproducteurs sont classés, comparés, et primés. Leurs poulains y sont identifiés selon les exigences du stud-book de la race, agréé par les Haras nationaux.

## Utilisations

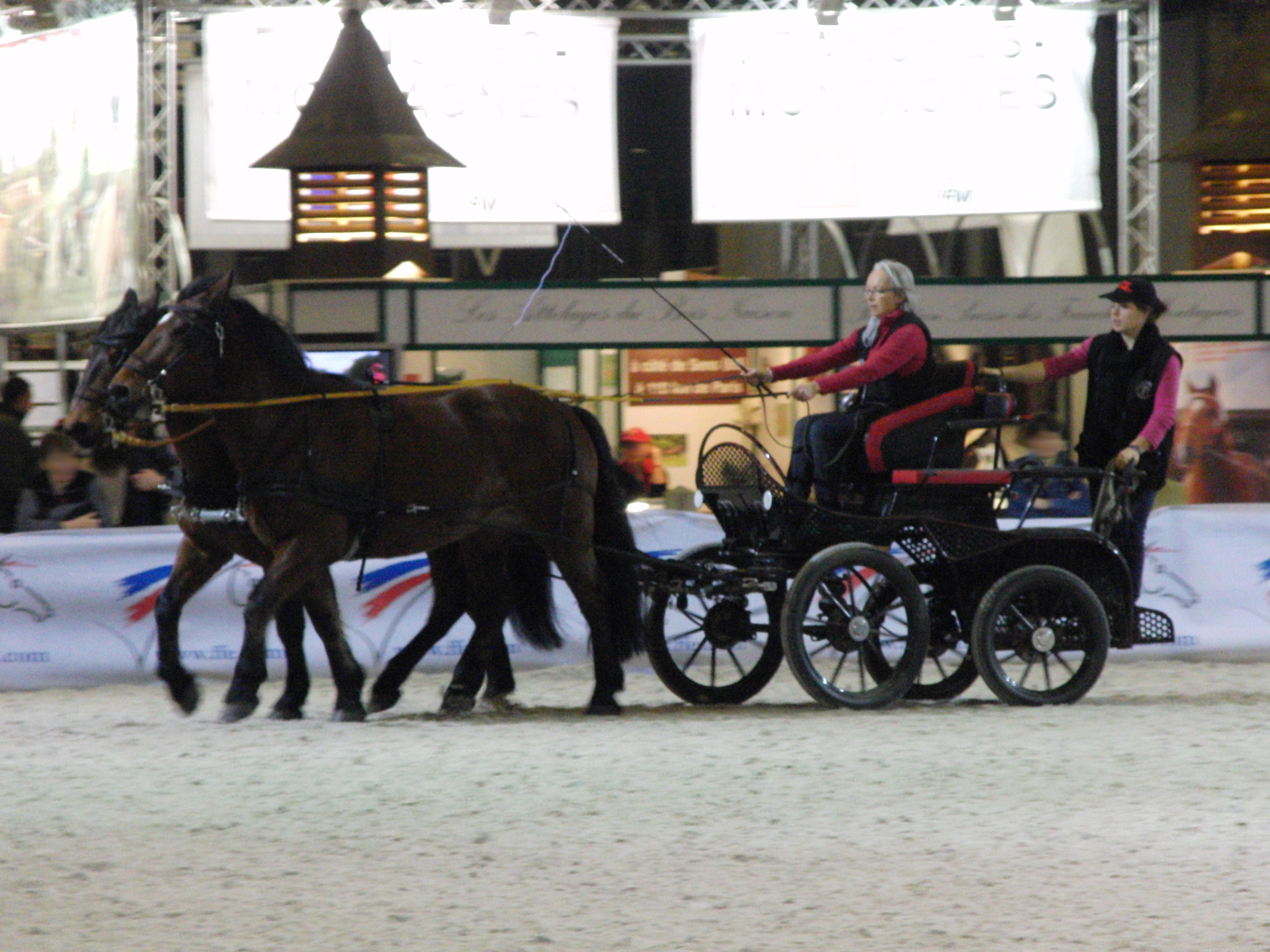
Attelage de chevaux castillonnais au Salon du cheval de Paris 2011.

Le Castillonnais est adapté à l'équitation de loisir sous toutes ses formes. Ses capacités de portage sont réputées étonnantes, tout comme sa parfaite adaptation à la vie rude dans les montagnes pyrénéennes. Malgré sa taille plutôt petite à moyenne, il serait capable de performances comparables à celles des mulets. C'est également un excellent cheval d'attelage. Il peut s'essayer au dressage : le cheval Castillonnais Oli de Carbouneros, champion de la race en 2005, a été qualifié pour la finale de dressage jeunes chevaux de 4 ans à Saumur. La race est apte à l’utilisation aussi bien montée qu'attelée, dans le domaine des loisirs comme des activités rurales. Des activités de tourisme équestre avec des Castillonnais se sont développées dans la région ariégeoise. Tous les étés depuis 2012, Oyez, un cheval territorial Castillonnais, tracte le véhicule de collecte des déchets à Saint-Girons.
Un Castillonnais est employé au ski joëring dans la station de ski de Guzet, dans les Pyrénées. L'un de ces animaux a également été monté par Laurent Gallinier de la troupe Andjaï, qui a effectué avec lui un spectacle de voltige cosaque. L'agriculteur de montagne Daniel Le Coutour, qui ne travaille qu'avec la traction animale, a fait une démonstration de débardage réussie avec la race. Ce petit cheval permet d'emporter des vivres et du matériel dans des cabanes de berger autrement seulement accessibles par hélicoptère.
Le calme et la sensibilité du Castillonnais en font un bon cheval pour l'accompagnement thérapeutique.

## Diffusion de l'élevage

Logo de l'Association Nationale du Cheval Castillonnais d'Ariège Pyrénées.

Le Castillonnais est considéré comme une race locale, qui n'a pas fait l'objet d'évaluation internationale de son niveau de menace. Il est à très faibles effectif : en 2014, seuls 74 chevaux sont dénombrés pour la FAO. En 2022, l'effectif a évolué entre 500 et 600, essentiellement entre l’Ariège et la Haute-Garonne. En 2023, il est considéré par l'Institut national de recherche pour l'agriculture, l'alimentation et l'environnement (INRAE) comme une race chevaline française menacée d'extinction.
L'essentiel des éleveurs se trouve dans le berceau de la race, en région Occitanie, et plus précisément autour de Castillon-en-Couserans, en Ariège. L'élevage s'étend à d'autres régions de France, comme la Bretagne et la Provence. En novembre 2005, on comptait environ 260 animaux. Le but est de doubler l'effectif des juments poulinières entre 2005 et 2014. La sauvegarde de la race s'oriente sur l'amélioration génétique des animaux, à travers des mesures mises en place par un laboratoire de recherche de l'INRA et par le haras national de Tarbes, afin de lutter contre la consanguinité qui menace toute race animale à faibles effectifs. Un soutien à l'élevage à travers la conservation de jeunes chevaux mâles conformes au standard de la race est également mis en place. En 2006, 52 juments Castillonnaises ont été saillies dont 47 pour produire dans la race. On comptait sept étalons en activité. En 1998, le cheptel s'élevait à 180 chevaux. En 2008, ce nombre a plus que doublé. Le cheval Castillonnais bénéficie des primes agro-environnementales « à la jument allaitante », qui concernent les races locales menacées de disparition.
| Année                           | 2000 | 2001 | 2002 | 2003 | 2004 | 2005 | 2006 | 2007 | 2008 | 2009 | 2010 | 2011 | 2012 | 2013 |
| ------------------------------- | ---- | ---- | ---- | ---- | ---- | ---- | ---- | ---- | ---- | ---- | ---- | ---- | ---- | ---- |
| Nombre de poulinages en France. | 32   | 13   | 18   | 12   | 14   | 19   | 24   | 37   | 35   | 22   | 30   | 24   | 25   | 19   |

Peu connu, le Castillonnais est fréquemment confondu avec le Mérens. Ce cheval est régulièrement présenté au Salon international de l'agriculture, mais aussi sur des festivals comme Equestria à Tarbes ou encore la route des Ardoises. Il est présent toute l'année à l'écomusée d'Alzen, qui s'est investi dans la sauvegarde des savoir-faire paysans.